# Pop art
Pop art (skr. od engleski: popular art = popularna, pučka umjetnost) je umjetnički stil koji se javio u Velikoj Britaniji i SAD-u 1950-ih, a vrhunac dosegao 1960.-ih godina 20. stoljeća.
S apstraktnim ekspresionizmom i enformelom umjetnost postaje ekskluzivna i strana tzv. običnom čovjeku, što je dovelo do toga da se negdje polovicom 1950.-ih predmet slikarstva radikalno mijenja. Umjetnici, svaki na svoj način, nastoje uključiti publiku u aktivno sudjelovanje u opažanju i stvaranju djela. Prvi takav pristup, tražeći inspiraciju iz neposredne okoline, bio je orijentiran oko vrijednosti masovne potrošačke kulture, s ciljem ukidanja granica između visoke i popularne umjetnosti.  Pop art je u komentiranju banalnosti masovne kulture, koje je tretirao čas ironijom čas s razumijevanjem i sućuti, stvorio vrlo učinkovitu umjetničku poruku.

## Naziv
Ovaj pravac se naziva "Pop-art" jer je tražio prihvaćanje veće populacije, inspiriran Pop-kulturom veličajući trivijalne, moderne vrijednosti. Umjetnici su na razinu umjetnosti počeli uzdizati oblike iz svakodnevnog života, banalne i trivijalne likovne pojave, stvari naprosto kojima je suvremeni čovjek na svakom koraku bio okružen. Od stripa i reklamnih oglasa, naljepnica na konzervama s hranom ili bocama, likovima u ilustriranim časopisima, do izrazito primitivnih i masovno proizvedenih predmeta svakidašnje uporabe – sve je postalo temom umjetničke slike.

## Predstavnici
Inicijatori ovog pravca u SAD-u su Jasper Johns (1931.-) i Robert Rauschenberg (1931.-). Jasper Johns slika američku zastavu od ruba do ruba slike drevnom slikarskom tehnikom – enkaustikom (slikanje pomoću voska). Kako je zastava potpuno sukladna slici, poput kakva otiska ili preslike, dolazi do izjednačavanja slike kao predmeta i prikazanog predmeta (zastave).
Rauschenberg je počeo s kolažiranjem izrezaka časopisa i reklama na slike u duhu apstraktnog ekspresionizma, a završio s ubacivanjem svakojakih pronađenih predmeta i proizvoda – otpadaka potrošačkog svijeta (francuski: object trouve). Pri tome se pronađeni otpadak ne unosi u djelo kao samostalna činjenica, već se od niza otpadaka stvara novi predmet/skulptura, višeznačna oblika i značenja (asamblaž). Rauschenbergova djela pripadaju neodadaizmu, a sam Rauschenberg svoja djela naziva "combines" čime je naglašava kako njegova djela nisu ni slika ni skulptura.
Najpoznatiji Pop Art umjetnici su Roy Lichtenstein (1923.-) koji ironično uvećava vinjetu iz stripa do galerijskih formata slike, i Andy Warhol (1930. – 1987.) sa svojim slikama najpopularnijih proizvoda i osoba u kojima je minimalizirao umjetnikov rad.
Andy Warhol je javno slavio američki konzumerizam u svojim ponavljajućim segmentima prizora ikona popularne kulture (Campbell juhe, Marilyn Monroe ili Elvis Presleya). 
Lichtenstein je najveći dojam postigao izdvajanjem pojedinosti iz cjeline i povećavanjem. Jedna sličica stripa povećana na dimenziju slike dobila je novo značenje i svojom nas uvjerljivošću podučila da prestanemo prelistavati i "gutati" sve što nam nudi tisak, da trebamo usporiti i pomno se suočiti s vizualnom zbiljom u kojoj živimo. Doslovnost njegova pristupa se ogleda i u poentilističkoj tehnici rješenja površine slike. Točkastom strukturom imitira raster novinske slike. Njegov postupak je istovremeno hladno reproduktivan i ironičan. Sličan, ironičan pristup spram sveprisutnog, nagog ženskog tijela ima Mel Ramos.
Kipari Claes Oldenburg i  George Segal izlažu naturalističke reprodukcije stvarnih likova i predmeta u plastici ili drugim materijalima, često grupirane u odnose kao u stvarnosti (a katkad višestruko povećane), i tako nas upozoravaju da živimo u civilizaciji u kojoj se različite materijale iz čovjekove kulturne prošlosti (staklo, drvo, porculan, kristal) zamjenjuje isključivo i jedino "lažnim" proizvodom s beskrajne industrijske pokretne vrpce.
Među značajnijim američkim predstavnicima valja još svakako spomenuti Jamesa Rosenquista,  Edearda Ruschu i Jima Dinea.
Najvažniji predstavnici britanskog pop arta su Eduardo Paolozzi, Richard Hamilton, Peter Blake, Ronald Brooks Kitaj, i David Hockney. 
U Njemačkoj je glavni predstavnik Sigmar Polke.

## Pop art u dizajnu
Moda i umjetnost su jako utjecale na produkte u dizajnu i nijedan umjetnički pravac nije imao takav snažan dojam na komercijalni dizajn kao pop art. Pop umjetnici kao Andy Warhol, Jasper Johns, Roy Lichtenstein i Robert Indiana su okrenuli svijet umjetnosti naopako prikazujući svakodnevicu i reciklirajući je kroz ironiju, irelevantnu umjetnosti (npr. njihovo oslikavanje nove linije BMW automobila iz 1975.).
Ironično ali proizvođači počinju upotrebljavati pop-art u produkt dizajnu toliko da je to postalo dio svakodnevnog života s recimo poštanskom markom "LOVE" koju je izradio Robert Indiana.

## Neo pop art
Početkom osamdesetih niz umjetnika se vraća pop - idiomu. Taj se pokret obično naziva neo pop tj. neo pop art, a njegov najznačajniji predstavnik je Jeff Koons.

## Zanimljivosti
Rumunjski umjetnik Ion Bîrlădeanu dugi niz godina bio je beskućnik, izrezivao je likove iz časopisa, spajao ih i lijepio na papir na nove načine i tako su nastajale slike – kolaži. Iako u to vrijeme nije znao za pop art, njegovi su kolaži vrijedni umjetnički radovi nalik na pop art. Jedan vlasnik galerije u Rumunjskoj slučajno je saznao za njega 2008. godine. Bio je oduševljen i fasciniran njegovim radovima. Objavio je njegove slike na izložbi u Bukureštu. To je bio početak uspjeha i u sljedećim godinama, Ion Bîrlădeanu postao je jedan od vodećih suvremenih rumunjskih umjetnika, koji izlaže slike u Londonu, Parizu i drugim europskim gradovima.